# Bichroma brunnea
Bichroma brunnea là một loài bướm đêm trong họ Geometridae.